# Albanien
Ne doit pas être confondu avec albanais.
L’albanien, aghouanais (parfois aussi appelé albanais caucasien), ou ancien oudi, est une langue éteinte autrefois parlée dans l'Antiquité en Albanie du Caucase (aujourd'hui à l'ouest de l'Azerbaïdjan et l'est de l'Arménie).
Le nom « albanien » vient du latin transcrivant le nom en grec ancien lors de l'extension de l'ancien empire grec dans le Caucase, puis la christianisation de la région par les missionnaires de l'ancien royaume arménien dans l'Empire romain. Ce nom de « terres blanches » faisant référence aux montagnes enneigées n'est pas attaché géographiquement, ethniquement ni culturellement à l'Albanie moderne dans les Balkans (même si les deux régions ont ensuite été contrôlées à différentes époques par l'Empire ottoman, et même si les deux noms ont une signification latine commune).
La langue s'écrivait au moyen de l'alphabet albanien et a servi à la transcription de la Bible traduite de l'ancien arménien et d'autres langues dont le vieux géorgien.
La langue moderne oudi en est le descendant.